# Euroins România
Euroins România a fost o companie de asigurări din România. Compania a avut numele de Asitrans până în 2008. Asitrans a fost înființată în anul 1994 ca și companie de asigurări pentru transportatori.
Grupul bulgar Eurohold Bulgaria a anunțat în luna iulie 2007 că a cumpărat peste 75% din acțiunile Asitrans Asigurări, pentru care a plătit 12,5 milioane Euro.
Pentru o perioadă de șase luni de la 1 ianuarie 2008, fosta Asitrans practică o campanie de promovare "dublu brand", respectiv Asitrans-EuroIns.
Compania a înregistrat in 2007 o valoare a primelor brute subscrise de aproximativ 29 milioane euro, în creștere cu circa 49% față de 2006 când înregistrase prime de circa 19,5 milioane euro.
La data de 17 martie 2023, Autoritatea de Supraveghere Financiară a dispus retragerea autorizației de funcționare a Euroins România. Pe 9 iunie 2023, Tribunalul București a decis declanșarea procedurii de faliment în cazul Euroins.